# Jean-Marc Degraeve
Jean-Marc Degraeve, Tourcoing 26 januari 1971, is een Franse schaker. Hij is sinds 1998 een grootmeester (GM). 

## Individuele resultaten
- In 1987 won Degraeve het Franse kampioenschap voor junioren.
- In 1989 won hij een toernooi in Pau.
- In 1991 werd hij Internationaal Meester in 1998 grootmeester.
- In 1997 won hij een toernooi in Belfort.
- In 2001 werd hij gedeeld 1e-2e bij het open toernooi van L'Étang-Salé, Réunion.
- In 2002 werd hij eerste in Montreal.
- Hij ontving in 2003 de Medaille voor de Jeugd en de Sport, een Franse onderscheiding.
- Vier keer won hij het open toernooi van Saint-Chély-d'Aubrac: in 2006, 2007, 2008 en 2010.[1]
- In 2017 won hij het Cappelle-la-Grande Open toernooi met 8 pt. uit 9.[2]

## Nationale teams
- Jean-Marc Degraeve speelde drie keer voor Frankrijk mee in de Schaakolympiade: 2000 in Istanboel, 2002 in Bled en 2004 in de plaats Calvià (gemeente Calvià). Bij de 36e Schaakolympiade in 2004, gehouden in Calvià, won hij een individuele bronzen medaille voor zijn resultaat 7 pt. uit 9 aan het eerste reservebord.[3][4]
- Degraeve nam deel aan de Europese schaakkampioenschappen voor landenteams in 1997, 2001 en 2003, waarbij hij in 2001 met het Franse team de tweede plaats behaalde en in 2003 de beste speler aan het reservebord werd.[5]
- In 2000 won Degraeve met het Franse team de Mitropacup en had ook het beste individuele resultaat aan het eerste bord.[6]

## Schaakverenigingen
In Frankrijk speelde Degraeve begin jaren negentig bij La Dame Blanche Auxerre, waarmee hij in 1993 deelnam aan de European Club Cup, daarna tot 2004 bij Clichy-Echecs-92, waarmee hij zes keer deelnam aan de European Club Cup, in seizoen 2004/05 bij Évry Grand Roque, van 2005 tot 2008 bij Orcher la Tour Gonfreville, van 2008 tot 2010 bij Marseille Echecs en van 2012 tot 2015 bij Mulhouse Philidor. In 2016 en 2017 speelde hij voor de in Saint-Quentin gevestigde vereniging Les Tours de Haute Picardie, in 2019 voor Asnières - Le Grand Echiquier. 

In de Duitse bondscompetitie speelde Degraeve in seizoen 1997/98 bij SCA St. Ingbert en van 2006 tot 2011 voor SC Remagen. 

In België speelde hij van 2003 tot 2005 bij KSK Rochade Eupen-Kelmis en in seizoen 2010/11 bij Cercle d'Échecs Fontainois.